# Sanghaji Filmkritikusok Díja
Sanghaji Filmkritikusok Díja (angolul: Shanghai Film Critics Awards) évente kiosztásra kerülő filmes díj, amit a Sanghaji Filmkritikusok Egyesülete és a Shang Filmmúzeum közös szervezete ítél oda a legjobbaknak.
Ez az egyetlen filmkritikusi díj a Kínai Népköztársaságban. Az első kitüntetést 1991-ben adták át. 1991 és 1993 között 10 filmet díjaztak filmérdemrenddel. 1994-ben olyan kategóriákkal bővítették a Filmkritikusok Díját, mint a legjobb rendező, legjobb színész és legjobb színésznő.

## Díjak
- legjobb rendező
- legjobb színész
- legjobb színésznő
- filmérdemrend